# San Isidro Corral de Piedra
San Isidro Corral de Piedra är en ort i Mexiko.   Den ligger i kommunen San Cristobal De Casas och delstaten Chiapas, i den sydöstra delen av landet, 800 km öster om huvudstaden Mexico City. San Isidro Corral de Piedra ligger 2 174 meter över havet och antalet invånare är 113.
Terrängen runt San Isidro Corral de Piedra är kuperad åt nordost, men åt sydväst är den bergig. Runt San Isidro Corral de Piedra är det tätbefolkat, med 459 invånare per kvadratkilometer. Närmaste större samhälle är San Cristóbal de las Casas, 5,0 km nordväst om San Isidro Corral de Piedra. I omgivningarna runt San Isidro Corral de Piedra växer i huvudsak städsegrön lövskog.